# Eliran Malka
Eliran Malka (en hébreu : אלירן מלכה ou אלירן מלכא) est un réalisateur et scénariste israélien, né le 9 juin 1980, connu notamment pour avoir créé la série Shababnikim, grâce à laquelle il remporta l'Israel Television Academy Awards.

## Biographie
Né le 9 juin 1980 et grandissant à Nahariya dans une famille religieuse moyenne d'origine marocaine, Eliran Malka a étudié à la yechiva Midrashiat Noam et à la yechiva Makor Haim. Après son année de terminale, il part étudier à la yechiva Maale Gilboa. Dans l'armée, il a servi dans l'unité d'observation du corps de renseignement et à Nahal. Il a également combattu lors de l'opération Rempart, après quoi il a terminé ses études postsecondaires à l'école de télévision, de cinéma et d'art de Maale, où il a étudié la réalisation et la production (de 2006 à 2010) et la photographie et la réalisation (de 2007 à 2010). Il a également travaillé comme photographe de mariage.
Il a étudié au Kollel de la yechiva Maale Gilboa. Malka était également connu pour être un hassid de Bratslav, lui qui avait l'habitude de se rendre à Ouman lors de Roch Hachana. Il était aussi l'élève d'Avraham Zagdon et l'éditeur de ses livres.

## Filmographie
- 2007 : Once (cours métrage)
- 2009 : Shira (cours métrage)
- 2010 : 71 Square Meters (cours métrage)
- 2010 : The Breakfast Parliament (cours métrage)
- 2011 : Stand Up (cours métrage)
- 2017-2018 : Shababnikim (saison 1)
- 2018 : The Unorthodox
- 2021 : Shababnikim (saison 2)

## Vie privée
Il est le plus jeune des trois frères de sa famille. Eliran est marié à Mihal et est père de six enfants : Keshet, Netta, Barry, Yonathan, Binyamin et Libi. Il habite à Jérusalem.

## Récompenses et nominations
- Prix du meilleur film de Maale (2010)
- Prix du meilleur court métrage, Festival du cinéma juif (2010)
- Prix "Favori du public", Festival des films d'étudiants de Tel Aviv (2010)
- Premier prix pour un court métrage, Festival des Religions (2011)
- Israel Television Academy Awards - Meilleure réalisation dans une série comique (Shababnikim, 2018)
- Israel Television Academy Awards - Meilleur scénario dans une série comique (Shababnikim, 2018)
- Nomination pour le Prix Ophir - Meilleur film (The Unorthodox, 2019)
- Nomination pour le Prix Ophir  - Meilleur réalisateur (The Unorthodox, 2019)
- Nomination pour le Prix Ophir - Meilleur scénario (The Unorthodox, 2019)